# Bataille de Wagram
Pour les articles homonymes, voir Wagram (homonymie).
 (février 2018).
Cinquième Coalition
Batailles
Campagne d'Allemagne et d'Autriche
- Sacile
- Teugen-Hausen
- Raszyn
- Abensberg
- Landshut
- Eckmühl
- Ratisbonne
- Neumarkt
- Radzymin (en)
- Caldiero
- Dalmatie
- Ebersberg
- Piave
- Malborghetto
- Linz (en)
- Essling
- Sankt Michael
- Stralsund
- Raab
- Gratz
- Wagram
- Korneuburg
- Stockerau
- Gefrees (en)
- Hollabrunn
- Schöngrabern (en)
- Znaïm
- Ölper

Batailles navales
- Martinique
- Sables-d'Olonne
- Île d'Aix
- Walcheren
- Lissa
- Pelagosa

Campagne de l'île Maurice
- Sainte-Rose
- Saint-Paul
- Île Bonaparte
- Grand Port
- Île de France
- Tamatave

Campagne d'Espagne
Rébellion du Tyrol
La bataille de Wagram est une bataille de la  campagne d'Allemagne et d'Autriche durant la guerre de la cinquième coalition qui fut décisive pour son issue. Elle a eu lieu du 5 au 6 juillet 1809 dans les plaines Marchfeld (de), sur la rive nord du Danube, la principale zone de combats se localisant aux environs du village de Deutsch-Wagram, à 10 km au nord-est de Vienne. Les deux jours de lutte ont vu s'imposer l'armée impériale française, sous le commandement de Napoléon Ier face à l'armée impériale autrichienne commandée par l'archiduc Charles d'Autriche-Teschen. 
La bataille de Wagram fut la plus meurtrière des batailles qui avaient eu lieu jusqu'alors, et ne sera égalée ou dépassée que par les batailles de la Moskova et de Leipzig. Après le combat, épuisées et ayant subi de très lourdes pertes, les forces françaises ne peuvent poursuivre leur ennemi. Quant aux Autrichiens, leur situation, déjà très difficile avant le combat, devient désespérée après la défaite.

## Contexte
En 1809, Napoléon domine l'Europe, mais l'Autriche reste une menace importante. Encouragée par les subventions britanniques, les distractions de Napoléon en Espagne et les promesses de soutien des alliés, l'Autriche réforme son armée sous la direction de l'archiduc Charles et se prépare à la guerre. En avril, l'Autriche lance une offensive en Bavière avec 200 000 soldats, dans l'espoir de récupérer les territoires perdus. Napoléon, d'abord absent, laisse le commandement au maréchal Berthier, dont la mauvaise gestion permet aux Autrichiens de remporter de premiers succès,. Toutefois, l'arrivée de Napoléon le 17 avril change la donne. Les Français remportent une série de batailles à Abensberg, Landshut, Eckmühl et Ratisbonne, forçant Charles à se retirer au nord du Danube avec une armée prête au combat, évitant ainsi une défaite totale. Le 21 mai, à la bataille d'Aspern-Essling, les deux armées se rencontrent à nouveau. Bien que les Autrichiens remportent une victoire tactique, il devient rapidement évident pour l'archiduc qu'une autre bataille s'annonce,,.

## Prélude
Après la bataille d’Aspern-Essling, le moral des troupes autrichiennes resta stable, mais l’atmosphère parmi les commandants supérieurs se détériora considérablement. Les préparations insuffisantes de l’archiduc Charles pour une autre bataille sapèrent davantage la confiance en son commandement. Johann von Hiller, commandant du VIe Corps, critiqua ouvertement la stratégie de Charles et démissionna le 4 juillet, prétextant des raisons de santé. Malgré ces difficultés, Charles s’efforça de reconstruire son armée, et à la fin du mois de juin 1809, les renforts l’avaient presque ramenée à pleine puissance. Cependant, Charles reconnaissait qu’il manquait de ressources pour entreprendre des offensives et rejeta les suggestions d’attaquer la base française sur l’île de Lobau ou de lancer une campagne depuis Presbourg contre les arrières français. Un plan pour traverser le Danube à Presbourg fut abandonné après que le général-major Wimpffen eut souligné que cela exposerait la Bohême à une invasion française.
À la fin du mois de juin, Charles espérait encore que Napoléon pourrait choisir de négocier, une illusion que ce dernier entretint par des tactiques trompeuses. Si une bataille devenait inévitable, Charles prévoyait d’adopter une posture défensive, basant ses actions sur les mouvements de Napoléon. Commandant prudent et membre de la maison de Habsbourg, Charles privilégiait la préservation de l’armée comme outil pour protéger la Monarchie plutôt que de la risquer pour une victoire décisive. Dans une lettre à son oncle, le prince Albert de Saxe, duc de Teschen, Charles réaffirma que, bien que l’Autriche ait besoin d’une victoire majeure, il n’était pas prêt à prendre des risques importants lors de la prochaine bataille, car il doutait des chances de succès contre Napoléon.
Pendant ce temps, après sa retraite sur l’île de Lobau après Aspern-Essling, Napoléon fut choqué par la gravité de sa défaite et resta inactif pendant 36 heures. Une fois rétabli, il se concentra immédiatement sur l’amélioration de la situation de son armée. Le Danube en crue avait piégé ses forces sur l’île, et l’armée était en mauvais état. Napoléon supervisa personnellement la transformation de Lobau en une base fortifiée, avec la construction d’hôpitaux, d’entrepôts et de casernes pour une grande garnison. Une fois un pont sécurisé établi, les blessés et une partie des troupes furent transférés sur le continent, bien que le IVe Corps restât sur l’île pour sécuriser la position comme base de futures opérations. Napoléon s’efforça également de reconstruire son armée, qui avait subi de lourdes pertes, notamment parmi les officiers. Des bataillons entiers durent être reformés. La mort du maréchal Jean Lannes, l’un des amis les plus proches de Napoléon et l’un de ses commandants les plus compétents, porta un coup particulièrement sévère au leadership français.

## Stratégies

### Autriche
Le haut commandement autrichien est parfaitement au courant des préparatifs français sur l'île de Lobau et comprend que l'attaque française partira de là. L'archiduc Charles n'est cependant pas certain du lieu précis de la traversée. Avec son état-major, il conclut que la traversée se produirait probablement au nord de l'île, au même endroit que la bataille d'Aspern-Essling. Sur la base de cette hypothèse, Charles ordonne la construction d'une chaîne de 16 redoutes défensives entre Aspern et Groß-Enzersdorf. Cependant, ces travaux de terrassement présentent d'importantes lacunes : ils ne sont pas étendus vers le sud-est le long de la rivière, ce qui les rend vulnérables à l'attaque de flanc, et ils ne disposent pas d'une protection globale. Un observateur autrichien critique la piètre qualité de ces défenses et fait remarquer que « seuls les Turcs construiraient des ouvrages de terre aussi médiocres ». Les attentes de Charles semblent validées le 2 juillet lorsque la nouvelle arrive que les forces françaises ont commencé à traverser la rivière à cet endroit.
Croyant que le scénario de la bataille qu'il avait prévu - une répétition d'Aspern-Essling - était sur le point de se dérouler, Charles concentra son armée pour faire face à l'ennemi. Le 3 juillet, Charles prit la décision cruciale d'abandonner le plan de défense des 16 redoutes près du Danube et de retirer ses forces sur les hauteurs surplombant le Marchfeld. Ce changement stratégique implique l'abandon des positions défensives initiales le long du fleuve au profit de l'occupation des hauteurs de Bisamberg et du plateau de Wagram, situés derrière la rivière Russbach. Ces positions couvrent les voies de retraite vers la Bohême et la Moravie, offrant un solide avantage stratégique. Bien que l'armée n'ait pas les effectifs suffisants pour occuper pleinement les deux positions et qu'aucun ouvrage de terrassement n'ait été préparé, le terrain choisi forme un angle entre les deux hauteurs, créant un effet de tenaille potentiel susceptible de piéger les forces attaquantes.  
Cette décision se justifie également d'un point de vue tactique. Le terrain boisé et accidenté près du Danube se prêtait mieux aux formations en ordre ouvert, un style de combat dans lequel les Français excellaient et que les troupes autrichiennes ne maîtrisaient pas. Ce désavantage tactique avait été une leçon amère pour les Autrichiens lors de la bataille d'Aspern-Essling. En outre, l'archiduc Charles, connu pour sa prudence, ne voulait pas risquer d'engager ses forces dans une position avancée d'où il serait difficile de se retirer en cas de besoin. Il cherchait également à éviter d'engager l'ennemi dans les plaines plates du Marchfeld, un champ de bataille idéal pour la cavalerie, où la supériorité numérique des cavaliers français aurait dominé. La décision de se replier sur un terrain plus élevé a également été influencée par deux officiers clés de l'état-major, Wimpffen et Grünne, qui préconisaient cette stratégie depuis des semaines. À cette occasion, Charles se range à leur avis et adopte la nouvelle position défensive.

### France
Au lieu de répéter sa stratégie de traversée du mois de mai, Napoléon prévoit de déplacer le gros de son armée depuis l'est de l'île Lobau, en passant par l'île Alexander et au sud de celle-ci. Cette manœuvre vise à contourner les fortifications autrichiennes d'Aspern, d'Essling et d'Enzersdorf. En exécutant ce plan, les Français se positionneraient de manière à frapper le flanc gauche autrichien, séparant potentiellement l'archiduc Charles de l'armée de l'archiduc Jean qui s'approchait.
L'archiduc Charles n'envisagea sérieusement la possibilité d'un passage français au sud de l'île de Lobau que le 4 juillet en fin de journée. Lorsqu'il reconnut enfin ce scénario, il décida de ne pas rapprocher ses forces du Danube. Au lieu de cela, son plan consistait à permettre aux Français d'avancer dans le Marchfeld, en ne laissant que l'Advance Guard et le VIe Corps pour retarder leur progression, semer le désordre et infliger des pertes tout en battant progressivement en retraite. La principale force autrichienne resterait retranchée sur la position naturellement forte du plateau de Wagram, le reste de l'armée étant stationné plus à l'ouest sur les hauteurs de Bisamberg.
Ces deux positions, longtemps privilégiées par Wimpffen et Grünne, devaient offrir un avantage stratégique. Le plan de Charles prévoyait des contre-attaques coordonnées : si les Français attaquaient le plateau de Wagram, les forces stationnées sur ce plateau résisteraient suffisamment longtemps pour que les troupes stationnées sur les hauteurs de Bisamberg puissent frapper le flanc de l'ennemi. Inversement, si les Français prennent pour cible les hauteurs de Bisamberg, la force principale sur le plateau de Wagram contre-attaque le flanc français. Bien que ce plan soit solide en théorie, il présente deux lacunes importantes. Tout d'abord, il ne tient pas compte de la lenteur et de l'inefficacité de l'état-major autrichien, ce qui entrave la coordination entre les deux positions. Deuxièmement, il laisse l'Advance Guard et le VIe Corps avec un objectif peu clair. Si Charles voulait que ces forces offrent une résistance prolongée, elles étaient trop faibles pour y parvenir. En revanche, si leur but était simplement de retarder brièvement l'ennemi, elles étaient trop nombreuses et inutilement exposées.

### Premières manœuvres
Grâce à sa tête de pont fortifiée, Napoléon fit traverser le Danube à ses 165 000 hommes pendant la nuit du 4-5 juillet. Son armée était composée du IIe corps d'Oudinot, du IIIe corps de Davout, du IVe corps de Masséna, de l'armée d'Italie de Beauharnais, du IXe corps saxon de Bernadotte et du XIe corps de Marmont. Notons également la présence de la Garde Impériale, de la réserve de cavalerie de Bessières et du contingent bavarois de Carl von Wrede, qui arriva le 6 juillet après six jours de marche.
Parallèlement, Charles ne prit pas le soin de réunir toutes ses forces disponibles. Une brigade du corps de Johann Kollowrat fut mise à l'écart, le Ve corps du prince Heinrich XV de Reuss-Plauen fut considéré comme réserve et conservé au nord-ouest, et les forces de l'archiduc Jean furent laissées à Presbourg. Enfin, quelques divisions supplémentaires pouvaient être appelées en renfort de Galicie et de Bohême. Si Charles avait rassemblé toutes ses forces à Wagram, il aurait bénéficié de 60 000 hommes supplémentaires. Son armée était composée de l'avant-garde d'Armand von Nordmann, du Ier corps d'Heinrich comte de Bellegarde, du IIe corps du prince Friedrich de Hohenzollern-Hechingen, du IIIe corps de Kollowrat, du IVe corps du prince Franz Seraph of Rosenberg-Orsini, du VIe corps de Johann von Klenau (Klenau prit les commandes de ce corps en remplacement de Johann Von Hiller à l'aube de la bataille), de la réserve de grenadiers et de cavalerie de Johann Liechtenstein. Le 5 juillet, Napoléon déployait ses troupes près d'Aspern et d'Essling.

### Premier jour
L'artillerie autrichienne pilonnait intensément les deux villages pendant que l'armée française se déployait. Quelques avant-postes sous le commandement de Nordmann et Klenau ont été envoyés, les troupes de Nordmann ayant perdu 50 % de leurs effectifs mais conservant cohésion et efficacité. À midi, toute la zone voisine d'Aspern et d'Essling fut aux mains des Français. Plus tard dans l'après-midi, l'armée française forma un demi-cercle avec Masséna à l'extrême gauche, Bernadotte, Eugène et Oudinot au centre, et Davout à l'extrême droite, épaulé par deux brigades de cavalerie couvrant son propre flanc droit afin de faire face à l'arrivée anticipée de l'archiduc Jean.
Aux environs de 18 h, dans le but de commettre une action décisive lui donnant l'avantage au terme de cette première journée mais également afin d'éviter l'arrivée de l'archiduc Jean, Napoléon ordonna une attaque sur le centre autrichien, visant en particulier les corps de Bellegarde et Hohenzollern tout au long du Russbach. L'attaque fut peu coordonnée et s'avéra être désastreuse. Les forces autrichiennes furent préalablement repoussées de Wagram, avant que Charles ne puisse rallier à lui ses hommes et ne repousse les Français. Les contre-attaques autrichiennes permirent alors de récupérer tout le terrain concédé à Napoléon pendant son offensive. Les combats de rue d'Aderklaa furent un avant-goût de la bataille du lendemain, et se sont caractérisés par une abondance de tirs dits amis, notamment lorsque les Italiens de MacDonald tirèrent sur les troupes saxonnes de Bernadotte, leurs uniformes blancs les ayant fait confondre avec les Autrichiens.

### Deuxième jour: l'offensive autrichienne

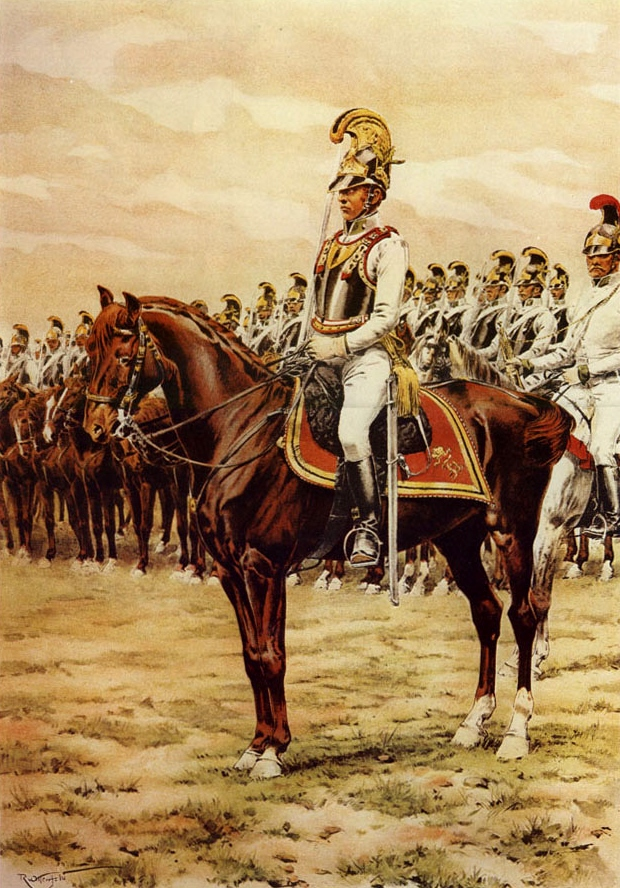
Cuirassiers autrichiens (ici en 1815) du 4e régiment de cuirassiers « Czartoryski », intervenus pour repousser la cavalerie française près d'Aderklaa.

À son examen de la situation tactique, Charles conclut que la relative petitesse du front français et de la profondeur de ses lignes permettaient à Napoléon de frapper et de briser sa ligne n'importe où. Afin d'y remédier, il ordonna une attaque simultanée, à la fois sur les deux flancs français et sur le centre. Une attaque sur le front droit constitua une feinte dans le but d'attirer les réserves françaises et de les éloigner. La véritable attaque visait en fait le flanc gauche de l'armée française à Aderklaa. Si sa stratégie réussissait, il recréerait l'exploit d'Hannibal à Cannes puisque les Français seraient encerclés, le Danube coupant toute retraite.
Cependant, la longueur du front autrichien, l'État-Major incompétent et la non-arrivée de Jean eurent raison de la stratégie de Charles. À 4 h, au matin du 6 juillet, les premières attaques autrichiennes visèrent le flanc droit français. Peu coordonnée, cette attaque fut interrompue par les hommes de Davout. Cependant, les IIIe et VIe corps représentèrent une menace réelle pour Napoléon sur son aile gauche.
Au centre, les Autrichiens réussirent à repousser le IXe corps de Jean-Baptiste Bernadotte, abandonnant Aderklaa, qui tomba aux mains des Autrichiens sans un coup de feu. En avançant dans le village, les Autrichiens repoussèrent les Saxons qui se débandèrent malgré les tentatives de ralliement de Bernadotte. Napoléon rencontra alors Bernadotte qui tentait de rallier ses troupes, et lui retira le commandement du IXe corps immédiatement. Dans le but de repousser les Autrichiens, Napoléon rassembla 112 canons de tout calibre et forma en son centre une grande batterie, qui arrosa de plomb les colonnes autrichiennes. L'artillerie et les attaques de cavalerie stoppèrent la progression du corps de Kollowrat. Klenau entra en contact avec une division française, mais s'exposa aux canons de Jean-Louis-Ébénézer Reynier de Lobau. Le corps de Masséna, qui s'était retiré vers le nord, revint ensuite vers Aspern-Essling sous le feu autrichien, et fondit sur le flanc gauche de Klenau pendant qu'il essayait de se frayer un chemin dans les arrières gauches de Napoléon. Ce mouvement stabilisa le flanc gauche français.

### Deuxième jour: contre-offensive française

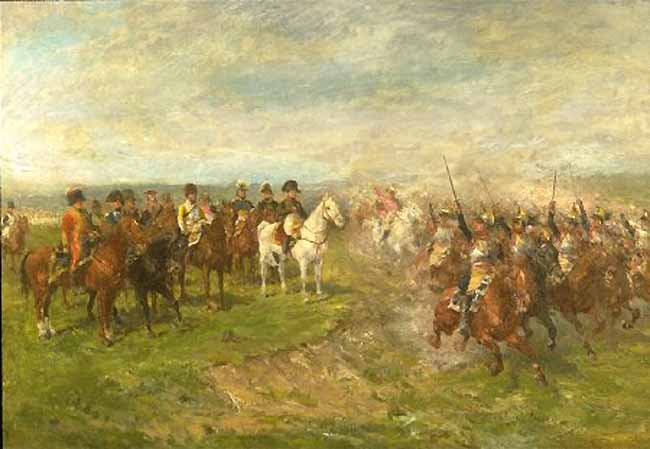
Cuirassiers français pendant la bataille.

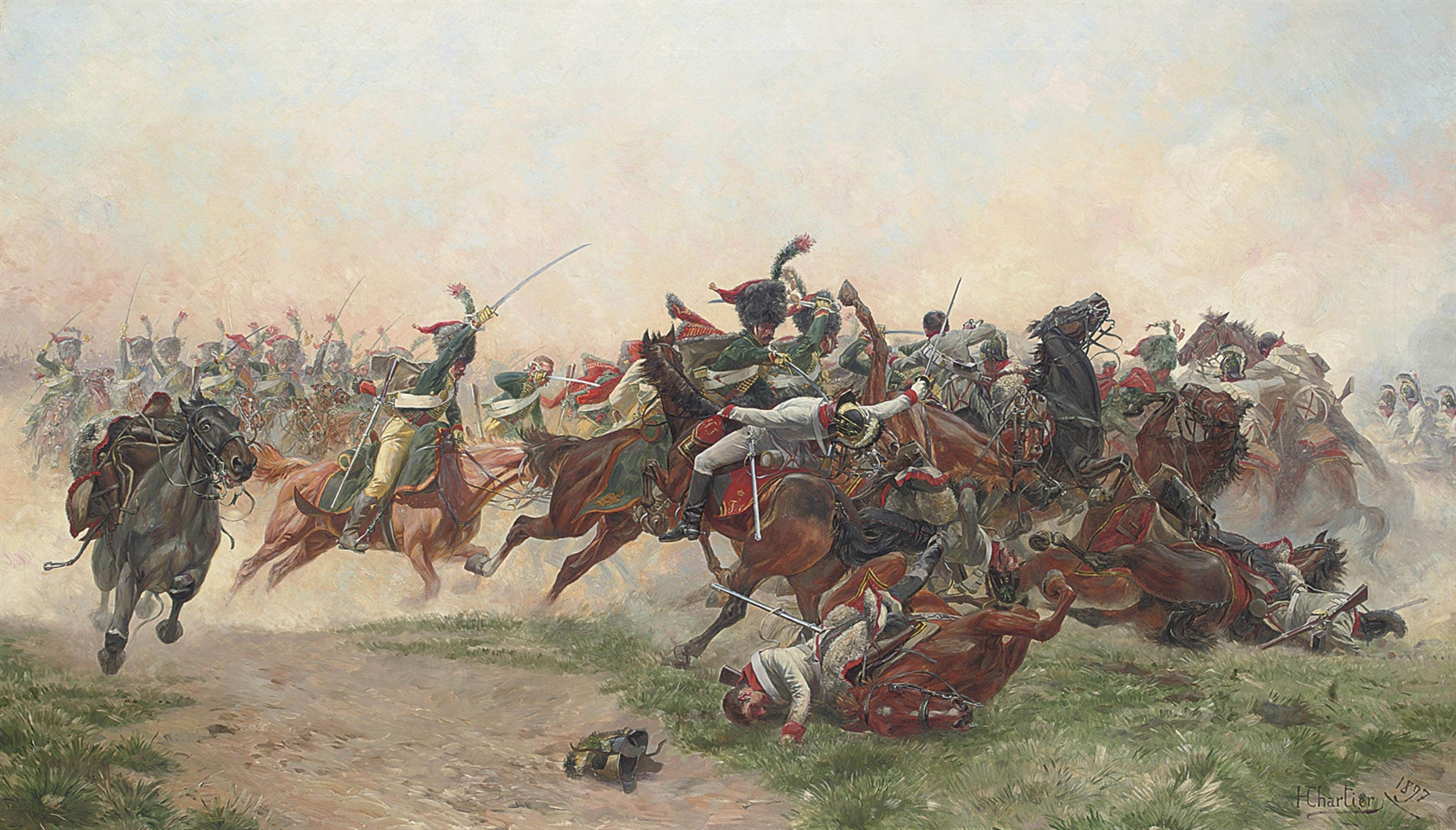
Les chasseurs à cheval de la Garde impériale chargeant des dragons autrichiens à Wagram, par Henri Chartier.

Pendant ce temps, sur le flanc droit, la situation commença à s'améliorer, Oudinot et Davout avançant vers le village de Markgrafsneusiedl. La zone voisine au village fut le théâtre d'un combat intense et le corps de Davout refoula les troupes de Rosenberg hors du village pour le capturer vers 15 h. Davout attaquait ensuite le flanc gauche.
Une attaque majeure fut maintenant lancée contre le centre autrichien qui avançait, sous le commandement du général de division MacDonald, qui était rattaché à l'armée d'Italie sous le commandement de Beauharnais. MacDonald forma un carré constitué de 8 000 hommes (27 bataillons) et lança cette formation sur le centre autrichien. Ces derniers ripostèrent par un barrage intense d'artillerie et plusieurs attaques de cavalerie légère. Le général Antoine Charles Louis de Lasalle vint alors appuyer MacDonald avec ses hussards, y perdant la vie. Après une féroce mêlée, l'attaque du général s'interrompit sans pouvoir briser le centre autrichien. Elle empêcha cependant Charles de pouvoir renforcer son flanc gauche, et les Autrichiens commencèrent alors à évacuer la position, se retirant proprement vers Znaim au nord-ouest.
Épuisée par près de quarante heures de combats, l'armée française suivit plutôt qu'elle ne poursuivit les Autrichiens. MacDonald reçut ce jour-là, et sur le champ de bataille, son bâton de maréchal.
Napoléon a pourtant gagné la bataille. À sa droite, Louis-Nicolas Davout dérobe Hohenzellern ; au centre Eugène de Beauharnais et Nicolas-Charles Oudinot avancent ; au sud André Masséna repousse Klénau. Vaincue mais non mise en déroute, l'armée autrichienne abandonne le champ de bataille.

## Conséquences
Charles appela son frère au secours, mais celui-ci ne parvint à Wagram qu'au matin du 7 juillet, et donc dans l'incapacité de changer le cours de la bataille. Cinq jours plus tard, Napoléon vainquit l'avant-garde autrichienne à Znaïm, et Charles proposa un armistice, que Napoléon accepta.
MacDonald fut promu maréchal sur le champ de bataille, pour ses qualités de commandant lors de son attaque du centre. Oudinot et Marmont reçurent leurs bâtons à Znaim, Marmont étant quelque peu surpris de cet honneur,. Rapidement, les soldats mirent au point un chant relatif à la promotion de ces trois hommes : La France a nommé MacDonald, l'armée a nommé Oudinot, l'amitié a nommé Marmont.
Le colonel-major Pierre Daumesnil (1776–1832) perdit une jambe à Wagram.
L'avenue de Wagram, une des avenues qui conduisent à l'Arc de triomphe sur la place de l'Étoile à Paris, fut nommée en 1864 en mémoire de cette bataille ; une place et une station de métro ont également suivi.
Louis-Alexandre Berthier, chef d'État-major de Napoléon, reçut le titre de Prince de Wagram.

## Analyses
Wagram fut la première bataille à l'issue de laquelle Napoléon échoua à obtenir une victoire décisive sans éprouver beaucoup de pertes. En effet, les Français perdirent près de 34 000 hommes à Wagram, auxquels se rajoutent les 20 000 perdus à Aspern-Essling. Contrairement à la campagne de 1807 où la victoire difficile et marginale d'Eylau avait été suivie d'un succès écrasant à Friedland, la campagne de 1809 s'est finalement achevée par une victoire coûteuse en hommes et peu convaincante.
Ceci pourrait être interprété comme étant la manifestation du déclin progressif de la qualité des troupes napoléoniennes, et de l'amélioration de celles de ses adversaires, qui ont désormais compris leurs erreurs passées et ont globalement appréhendé les stratégies de Napoléon. Ces lourdes pertes, qui incluaient des troupes expérimentées et une trentaine de généraux dont Lasalle et du maréchal Lannes à Aspern-Essling, ne purent être compensées par la suite. La mise à l'écart du commandement de Bernadotte, conséquence de son échec à la bataille de Wagram, eut des conséquences inattendues : élu à la surprise générale héritier au trône de Suède l'année suivante, l'ancien maréchal s'avérera être par la suite un soutien décisif pour les Alliés.
Selon I. Castle, les pertes autrichiennes sont de 41 250 hommes, dont 23 750 tués ou blessés, 10 000 disparus et 7 500 capturés, alors que les pertes françaises se chiffrent à 37 500 hommes, dont 27 500 tués ou blessés et 10 000 disparus ou capturés. Quatre généraux autrichiens furent tués ou mortellement blessés : Armand von Nordmann, Josef Philipp Vukassovich, Peter von Vécsey et Konstantin Ghilian Karl d'Aspré.